# Cidade Negra
Cidade Negra est un groupe brésilien de reggae, originaire de Belford Roxo, État de Rio de Janeiro, actif entre 1986 et 2022. La dernière formation comprend Bino Farias (basse) et Toni Garrido (chant). Leurs textes parlent d'amour et de problèmes socioculturels et philosophiques. 

## Histoire
Sony BMG, chez lequel ils sont d'abord signé, ne renouvelle pas son contrat avec le groupe, qui trouve rapidement refuge chez EMI et publie l'album Diversão ao Vivo, enregistré au Teatro Popular de Niterói le 16 août 2007, sorti, selon le groupe lui-même, juste pour le plaisir. Dans cet album, produit par Nilo Romero, le groupe rend hommage à de grands noms de la musique brésilienne, tels que Cazuza, Chico Buarque, Jorge Ben Jor et Legião Urbana, en réenregistrant de grands succès de la MPB dans une version reggae. L'album ne contient aucune nouvelle composition du groupe. La chanson-titre de l'album est Meu Coração, composée par Gilberto Gil et Pepeu Gomes, sortie à l'origine en 1979. 
En avril 2008, Toni Garrido annonce son départ du groupe après 14 ans sur la route, poursuivant une carrière avec le supergroupe Flecha Black et travaillant en solo. Toni accomplit ce qui était déjà prévu dans l'agenda du groupe et joue son dernier concert au Presidente Getúlio State Milk Festival à Santa Catarina le 31 mai 2008. Le 13 juin, le groupe annonce l'arrivée du nouveau chanteur Alexandre Massau, ancien chanteur des groupes de Minas Gerais Berimbrown et Preto Massa. Alexandre a déménagé à Rio de Janeiro, où il relance sa carrière une fois pour toutes en étant le remplaçant le plus probable de Toni Garrido dans le groupe. Peu après, il fait ses débuts avec le groupe au Festival d'hiver de Santos Dumont, ville du Minas Gerais, le 29 juillet de la même année, et reçoit un accueil chaleureux de la part du public. Cinq mois après le départ de Toni Garrido, le guitariste Da Ghama annonce sur son site web qu'il quittait le groupe pour poursuivre une carrière solo, sur laquelle il travaillait depuis le milieu de l'année, produisant son premier album solo, Violas e Canções. Avec le départ de Da Ghama, le groupe continue en trio. Le départ du guitariste engagé Sérgio Yazbek est remplacé par les guitaristes Alexandre Prol et Egler Bruno, tous deux musiciens expérimentés dans différents styles, ce qui donne au groupe un son plus complet. Le clavier Alex Meirelles, qui fait partie du groupe depuis des années, complète le groupe. 
En 2017, lors de Rock in Rio VII, le groupe rend hommage à Gilberto Gil sur la Sunset Stage lors du concert Cidade Canta Gil, et en janvier 2018, ils sortent le single Abri a Porta de Gilberto Gil et Dominguinhos.
En décembre 2018, Toni Garrido enregistre la marque « Cidade Negra » auprès de l'Institut national de la propriété industrielle (Instituto Nacional da Propriedade Industrial). En février 2019, le guitariste Da Ghama annonce également à enregistrer le groupe et est rejeté. Une fois la marque accordée à Toni Garrido, Da Ghama forme le projet Originais Cidade, avec le batteur Lazão et le premier chanteur de Cidade Negra, Ras Bernardo. De la formation originale, seul Bino Farias reste avec Toni Garrido.
En 2022, au milieu de disputes avec d'anciens membres du groupe, Garrido annonce la fin de la formation composée de lui et de Farias, et de la Cidade Negra dans son ensemble. 

## Discographie

### Albums studio
- 1990 : Lute para Viver
- 1992 : Negro no Poder
- 1994 : Sobre Todas as Forças
- 1996 : O Erê
- 1998 : Quanto Mais Curtido Melhor
- 2000 : Enquanto o Mundo Gira
- 2004 : Perto de Deus
- 2010 : Que Assim Seja
- 2012 : Hei, Afro!

### Compilations
- 1999 : Hits and Dubs

### Albums live
- 2002 : Acústico MTV: Cidade Negra
- 2006 : Direto ao Vivo
- 2007 : Diversão ao Vivo

## Distinctions

### MTV Video Music Brasil
| Année | Titre               | Prix                        | Catégorie                                       | Notes                                           | Résultat   | Réf.   |
| ----- | ------------------- | --------------------------- | ----------------------------------------------- | ----------------------------------------------- | ---------- | ------ |
| 1995  | A Sombra da Maldade | MTV Video Music Brasil 1995 | Meilleur clip de pop                            |                                                 | Nomination | [ 7 ]  |
| 1995  | A Sombra da Maldade | MTV Video Music Brasil 1995 | Meilleur éditeur de clip                        |                                                 | Nomination | [ 7 ]  |
| 1997  | Firmamento          | MTV Video Music Brasil 1997 | Meilleur clip de l'année - Escolha da Audiência |                                                 | Nomination | [ 8 ]  |
| 1998  | Realidade Virtual   | MTV Video Music Brasil 1998 | Clip de l'année                                 |                                                 | Nomination | [ 9 ]  |
| 1998  | Realidade Virtual   | MTV Video Music Brasil 1998 | Meilleur clip de l'année - Escolha da Audiência |                                                 | Nomination | [ 9 ]  |
| 1998  | Realidade Virtual   | MTV Video Music Brasil 1998 | Meilleur clip de pop                            |                                                 | Nomination | [ 9 ]  |
| 1998  | Realidade Virtual   | MTV Video Music Brasil 1998 | Meilleure réalisateur                           |                                                 | Nomination | [ 9 ]  |
| 1998  | Realidade Virtual   | MTV Video Music Brasil 1998 | Meilleur éditeur                                |                                                 | Nomination | [ 9 ]  |
| 1998  | Realidade Virtual   | MTV Video Music Brasil 1998 | Meilleur artiste de clip                        |                                                 | Nomination | [ 9 ]  |
| 1998  | Realidade Virtual   | MTV Video Music Brasil 1998 | Meilleure photo de clip                         |                                                 | Nomination | [ 9 ]  |
| 1999  | Já Foi              | MTV Video Music Brasil 1999 | Meilleur clip de l'année                        |                                                 | Nomination | [ 10 ] |
| 1999  | Já Foi              | MTV Video Music Brasil 1999 | Meilleur clip de l'année - Escolha da Audiência |                                                 | Nomination | [ 10 ] |
| 1999  | Já Foi              | MTV Video Music Brasil 1999 | Meilleur clip de pop                            |                                                 | Nomination | [ 10 ] |
| 1999  | Já Foi              | MTV Video Music Brasil 1999 | Meilleur éditeur                                | Éditeurs : Oscar Rodrigues Alves, Rogério Alves | Nomination | [ 10 ] |
| 1999  | Já Foi              | MTV Video Music Brasil 1999 | Meilleure photo de clip                         | Directeur de photographie : Adriano Goldman     | Nomination | [ 10 ] |
| 2001  | A Flecha e o Vulcão | MTV Video Music Brasil 2001 | Meilleur éditeur de clip                        | Éditeur : Daniel Rezende                        | Nomination | [ 11 ] |
| 2002  | Girassol            | MTV Video Music Brasil 2002 | Meilleur clip de l'année - Escolha da Audiência |                                                 | Nomination | [ 12 ] |
| 2005  | Perto de Deus       | MTV Video Music Brasil 2005 | Meilleur clip de l'année - Escolha da Audiência |                                                 | Nomination | ,      |

### Prêmio Multishow de Música Brasileira
| Année | Titre         | Prix                                       | Catégorie                 | Résultat   | Réf.   |
| ----- | ------------- | ------------------------------------------ | ------------------------- | ---------- | ------ |
| 1997  | Cidade Negra  | Prêmio Multishow de Música Brasileira 1997 | Meilleur groupe           | Lauréat    | [ 15 ] |
| 2005  | Perto de Deus | Prêmio Multishow de Música Brasileira 2005 | Meilleur album de l'année | Nomination | [ 16 ] |
| 2005  | Perto de Deus | Prêmio Multishow de Música Brasileira 2005 | Meilleure clip de l'année | Nomination | [ 16 ] |

### Grammy Latino
| Année | Titre                 | Prix               | Catégorie                                         | Résultat   | Réf. |
| ----- | --------------------- | ------------------ | ------------------------------------------------- | ---------- | ---- |
| 2001  | Enquanto o Mundo Gira | Grammy Latino 2001 | Grammy Latino du meilleur album de rock brésilien | Nomination | ,    |